# Benedikt Waldeck
Pour les articles homonymes, voir Waldeck.
Benedikt (Franz Leo) Waldeck (né le 31 juillet 1802 Münster et décédé le 12 mai 1870 à Berlin) est un homme politique allemand, meneur des libéraux de gauche en Prusse lors de la révolution de mars 1848. Il est donc un des principaux acteurs de l'assemblée nationale prussienne où il présente sa charte qui servira de base à la Constitution prussienne. Par la suite, durant l'ère réactionnaire, il doit se retirer de la politique. Il fait son retour au sein du parti progressiste allemand dans les années 1860 et devient un des adversaires du chancelier Otto von Bismarck.

## Famille, formation et vie professionnelle

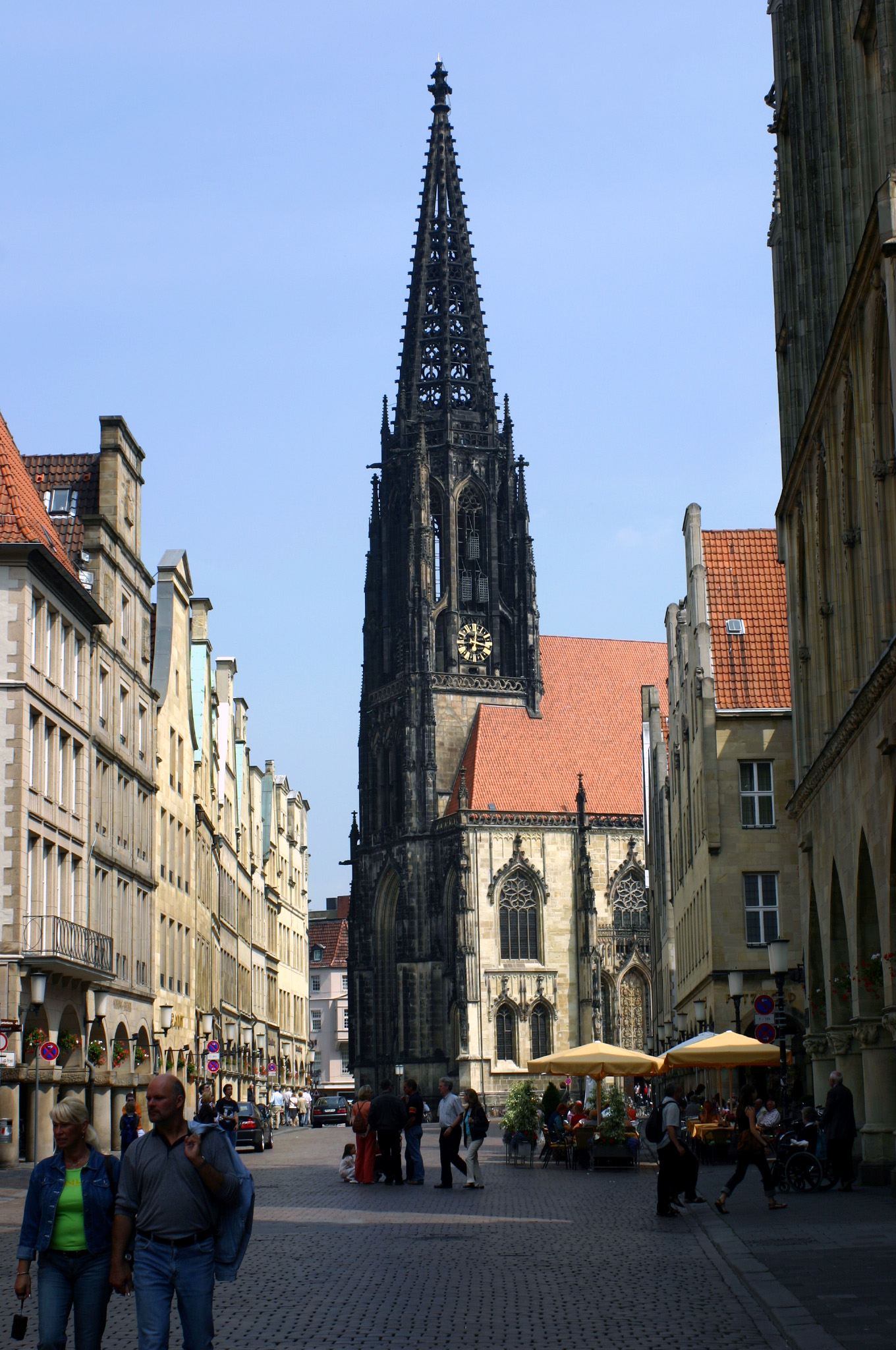
Place du marché et église Saint-Lambert de Münster

Le grand-père de Benedikt est compositeur et organiste à la cathédrale, son père est professeur de droit naturel et criminel. Après la fermeture de l'académie de Münster en 1822, il est impliqué dans la fondation d'une école à la fois professionnelle, citoyenne et provinciale. Par ailleurs, il rédige divers textes religieux et de philologie. La mère de Benedikt, Gertrudis, née Lindenkampff, est issue d'un famille de patriciens de Münster,.
Waldeck fréquente le lycée Saint-Paul de Münster. Il y passe son Abitur en 1817. Il commence ses études de droit au même endroit, mais change en 1819 pour se rendre à l'université de Göttingen. Il est membre du corps Guestphalia II à partir de 1825. Il a pour professeur Jakob Grimm, et l'aide à rassembler les contes et les légendes.
Waldeck montre quelques talents littéraires, ses poèmes reçoivent notamment les éloges d'Heinrich Heine, dont il fait la connaissance dans son Corps. Il passe sa thèse de droit à seulement 19 ans,. Influencé par Grimm et Karl Friedrich Eichhorn, il est proche de l'école historique du droit. Après avoir pensé un temps devenir professeur de germanistique, Waldeck décide finalement de devenir juriste. Il reste cependant lié au monde littéraire et philosophique. À la fin de ses études, il retourne dans sa ville natale. Il y est d'abord Auskultator à partir de 1822, puis 2 ans plus tard stagiaire à la cour d'appel, enfin en 1828 il réussit son examen d'État et devient magistrat débutant à la cour d'appel d'Halberstadt. Il est muté la même année à Paderborn, où il épouse Julia, née Langen (1809-1890). De ce mariage naîtront 9 enfants, dont 4 meurent en bas âge.
En 1834, Waldeck est nommé directeur du tribunal de grande instance de Vlotho. En 1836, il devient juge à la cour d'appel de Hamm. Il y devient en 1840 président du conseil municipal et représente la ville dans le conseil cantonal. Il milite avec succès afin que la ville obtienne une gare sur la ligne Cologne-Minden. En 1844, il demande sa mutation à Paderborn à la cour d'appel. En 1846, il est muté à Berlin où il devient juge à la cour suprême prussienne.

## Activité politique

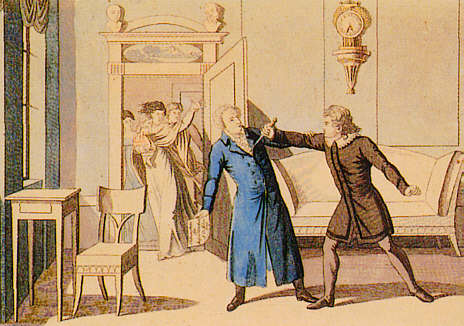
Représentation de l'assassinat de Kotzebue en 1819, qui fut la cause des répressions par les décrets de Karlsbad (gravure sur cuivre).

Le milieu familial, le berce des idées des lumières et du catholicisme non-dogmatique représenté par Franz Friedrich Wilhelm von Fürstenberg. La fin de l'occupation française et le début de l'administration prussienne sur sa région le marque également politiquement. La Prusse a notamment sécularisé Münster en 1803. Toutefois, Waldeck voit également dans l'État militaire, un moteur pour le progrès politique et l'évolution de la société. Il est d'autant plus déçu en 1819 par la parution des décrets de Karlsbad qui mettent en place une lourde censure dans la confédération germanique. Il reste ainsi éloigné des étudiants protestataires lors de ses études. Il n'en est pas moins révolté quand l'étudiant, membre d'une Burschenschaft, Karl Ludwig Sand est exécuté après avoir assassiné pour des motifs politiques le dramaturge et journaliste dans des journaux satiriques August von Kotzebue. Waldeck dédie à Sand une chanson populaire pour le sauver de l'oubli.
Waldeck lit et étudie Hegel, Fichte, Kant et Rousseau. Il est aussi fortement influencé un temps par le conservateur Karl Ludwig von Haller. C'est surtout avec la révolution de juillet 1830, que Waldeck commence à s'intéresser aux théories sur la société française, il lit ainsi le pré-socialiste Saint-Simon et le catholique-libéral de Lamennais[réf. souhaitée]. Cela influence la pensée de Waldeck, qui défend des opinions catholiques et libérales, toutefois il n'est pas républicain.
Il rentre en politique avec Johann Friedrich Joseph Sommer pour défendre la liberté des juges. Ensemble, ils organisent une réunion pour les juristes de Westphalie à Soest en 1843. La tentative de former une confédération professionnelle échoue à cause de la méfiance générale. Waldeck reçoit certes un avertissement de l'administration, mais cela n'a pas de conséquence sur la suite de sa carrière. Durant la période du Vormärz, il devient reconnu pour ses compétences en matière de droit des successions et du régime matrimonial. Il plaide pour la divisibilité des terres. Sa défense des intérêts des fermiers, y compris ceux des petits propriétaires, lui vaut le surnom dans la population de « roi des fermiers ». Dans ce contexte, il fait paraître le livre Über das bäuerliche Erbfolgegesetz in Westfalen, soit de la loi de successions fermières en Westphalie, en 1841,,.

## Révolution de 1848

### Opinions politiques

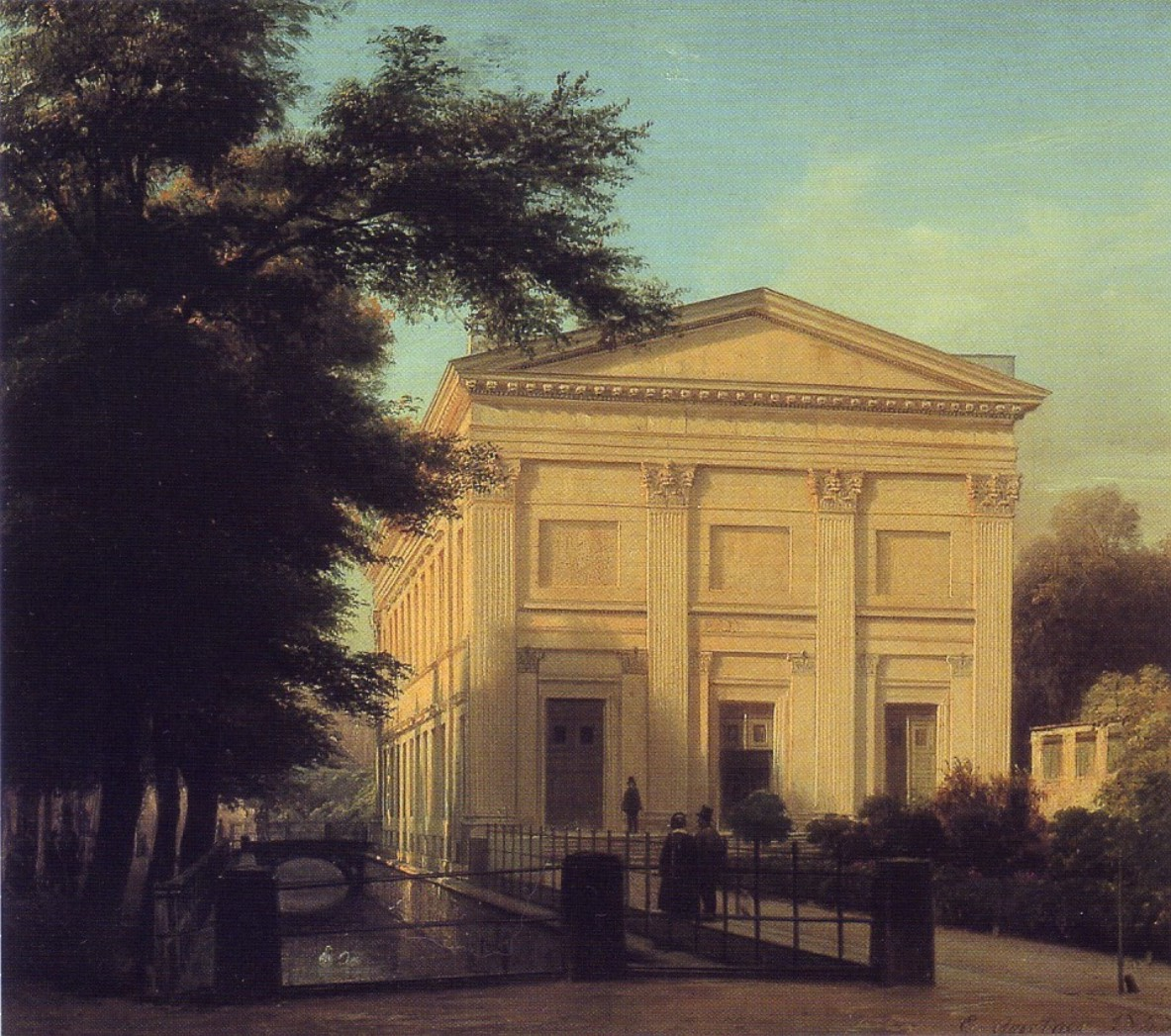
Académie de chant de Berlin, peinture de Eduard Gärtner en 1843

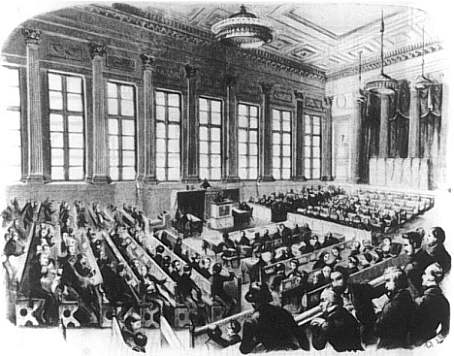
Intérieur de l'académie de chant, siège de l'assemblée nationale prussienne en 1848

Lors de l'éclatement de la révolution en 1848, Waldeck n'a pas d'autres expériences politiques que celles en tant que juge. Pourtant, il est élu dans pas moins de 4 circonscriptions - à Lippstadt et  Berlin en tant que député, Paderborn et Münster - lors des élections de l'assemblée nationale prussienne qui siège à Berlin. Il accepte cependant un mandat dans la seconde circonscription berlinoise que lui avait proposée Rudolf Virchow. Il s'y exprime pour une monarchie démocratique dans la tradition de l'assemblée constituante française de 1789. Il souhaite un système parlementaire monocaméral, c'est-à-dire sans chambre haute dominée par les nobles. Ce n'est donc pas un républicain, mais un partisan de la monarchie constitutionnel avec un fort parlement. En outre, il appelle de ses vœux des réformes que ce soit dans la justice, l'organisation agraire, les domaines ou l'armée. La politique sociale n'a par contre pour lui que peu d'importance. Il fait partie des députés qui se tiennent éloignés des festivités organisée pour l'ouverture de la nouvelle assemblée dans la salle blanche du château de Berlin. Ils protestent contre la tentative du roi Frédéric-Guillaume IV de mettre ce nouveau parlement dans la continuité avec le Vormärz, déniant ainsi son caractère révolutionnaire. Waldeck s'impose rapidement comme une des figures de proue de la gauche au parlement. Il se montre cependant parfois peu sûr de lui, les critiques lui reprochent également son manque de sens politique, qualité nécessaire aux hommes d'État,,.
Lors des débuts de l'assemblée, Waldeck est proposé pour devenir président de l'hémicycle. Un candidat libéral lui est préféré. Alors qu'il ne participe qu'à peine à la vie associative démocrate à Berlin, Waldeck est un des meneurs du mouvement démocrates prussiens. La gauche est constituée d'un noyau d'environ 40 députés qui se trouve dans l'opposition face au gouvernement de mars Camphausen-Hansemann. Au sein de la gauche, Waldeck se situe sur l'aile droite avec une sensibilité libérale de gauche, à opposer à l'aile gauche menée par Johann Jacoby.
Waldeck ne parle au départ que peu durant les séances plénières, il participe par contre intensivement aux commissions. Ses prises de paroles y sont remarquées : « Il prend d'assaut la tribune (...) son œil étincelle, tout son attitude, ses mouvements, sa voix viennent présenter de manière fluide ses arguments. Ses discours se terminent toujours par des applaudissements longs, venant également souvent des bancs de droites,. ». Wolfgang J. Mommsen écrit ainsi que Jodocus Temme et Waldeck, tous deux de gauche, ont profondément influé sur le cours des débats. Seuls  Karl Rodbertus, du centre gauche, et Georg von Vincke, des libéraux droits, sont à même de contrebalancer.
Les dissensions au sein de la gauche se font sentir lors du débat du 8 juin 1848 qui concerne la proposition de Julius Berends sur la reconnaissance de la révolution. Ce dernier souhaite en effet que la patrie se montre reconnaissante envers les combattants du 18 et 19 mars. Les démocrates tentent de transformer ce débat en discussion sur la souveraineté du peuple. Pour les libéraux cela va trop loin. Waldeck, qui dirige alors la séance, retire finalement la parole à Johann Jacoby qui représente alors les démocrates.
À l'image des membres du gouvernement Camphausen, Waldeck considère à la différence des démocrates que le temps de la révolution est fini. C'est maintenant au parlement de réformer l'État : « La révolution était la protestation armée du peuple contre l'ancien État militaire et féodal. La réalisation de ce processus revient aux représentants du peuple, ». La question constitutionnelle joue dans ce cadre un rôle déterminant. Waldeck se distingue particulièrement dans ce domaine.

### Charte Waldeck et travail parlementaire
Le 22 mai 1848, le cabinet libéral Camphausen-Hansemann publie leur proposition de constitution. Elle garantit notamment les droits des citoyens. Waldeck la rejette tout de même car elle ne limite pas assez à son goût les pouvoirs du roi tout en garantissant certains privilèges à la noblesse. Ce rejet est partagé par les démocrates et par une partie des libéraux. Lors d'un discours du 15 juin, Waldeck parvient à convaincre la majorité de la chambre qu'elle a le droit non seulement de débattre de la constitution, mais également de l'amender voir d'en proposer une autre. Une commission constitutionnelle est donc créée, Waldeck en prend la présidence. Il ne s'arrête pas là et déclare qu'en matière de réformes et de lois également, le parlement a le droit à l'initiative : « Je pense que je peux promettre une chose : les lois, que le gouvernement ne soumet pas, nous allons les lui soumettre (...) car nous voulons tous que la révolution porte maintenant ses fruits, ».

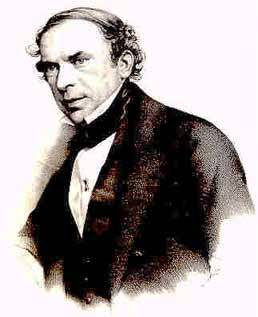
Gottfried Ludolf Camphausen

Il rédige principalement les parties concernant les droits fondamentaux. Son importance pour la rédaction de cette proposition de constitution est si importante, que le texte est appelé unanimement charte Waldeck. Elle représente un compromis entre les visions libérales et démocrates, tout en allant beaucoup plus loin que celle du gouvernement Camphausen-Hansemann. Les privilèges y sont ainsi abolis ; les libertés personnelles, de presse et de réunion, ainsi que le droit au port d'armes y sont garanties. Une séparation de l'Église et de l'État ainsi qu'une réforme scolaire sont également prévues. Les démocrates tentent bien d'imposer le principe de souveraineté du peuple, finalement ce sont les libéraux qui font prévaloir la monarchie constitutionnelle. De même, résultat du compromis, la charte prévoit un système parlementaire bicaméral et un suffrage indirect. La charte Waldeck ne doit donc pas être vue comme une œuvre personnelle, mais bien comme le fruit de longues discussions. Elle représente également un succès pour les démocrates et les libéraux radicaux, de par la garantie des droits fondamentaux et le rejet d'un droit de véto royal sur les décisions du parlement. Le droit de véto royal n'est en effet que suspensif. Le terme roi « de droit divin » est également rayé du texte,.
Par ailleurs, Waldeck participe activement à l'élaboration d'un projet de réforme du découpage administratif qui ne voit finalement pas le jour. Il s'implique également dans les réformes de la presse et de la justice. L'assemblée vote aussi sur sa proposition pour un Habeas corpus, qui doit être aussi inclus dans la constitution. Sur la question militaire, les démocrates et Waldeck doivent pliés face aux libéraux. Le vote d'une loi pour une « garde bourgeoise », ne satisfait pas les partisans d'armée du peuple. Par contre, les démocrates imposent aux libéraux la levée du droit de chasse, un résidu du droit féodal.
Sur la question allemande, Waldeck est un opposant décidé à la solution grande-allemande, sous domination autrichienne. Malgré les événements de 1819, il voit dans la Prusse le véritable moteur du progrès. En outre, Waldeck, avec les conservateurs et libéraux prussiens, mais à l'opposé de la majorité des démocrates, refuse de céder des compétences au pouvoir central provisoire, l'exécutif du parlement de Francfort. Il est convaincu que « (le parlement prussien) nous sommes toujours le peuple, qui mène la tête de l'Allemagne et qui seul peut apporter l'unité allemande, ».

### Waldeck et la contre-révolution

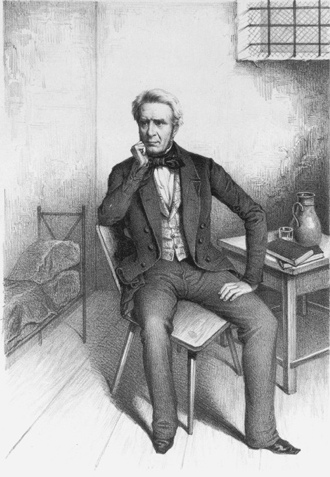
Franz Leo Benedikt Waldeck à Kerker en 1849

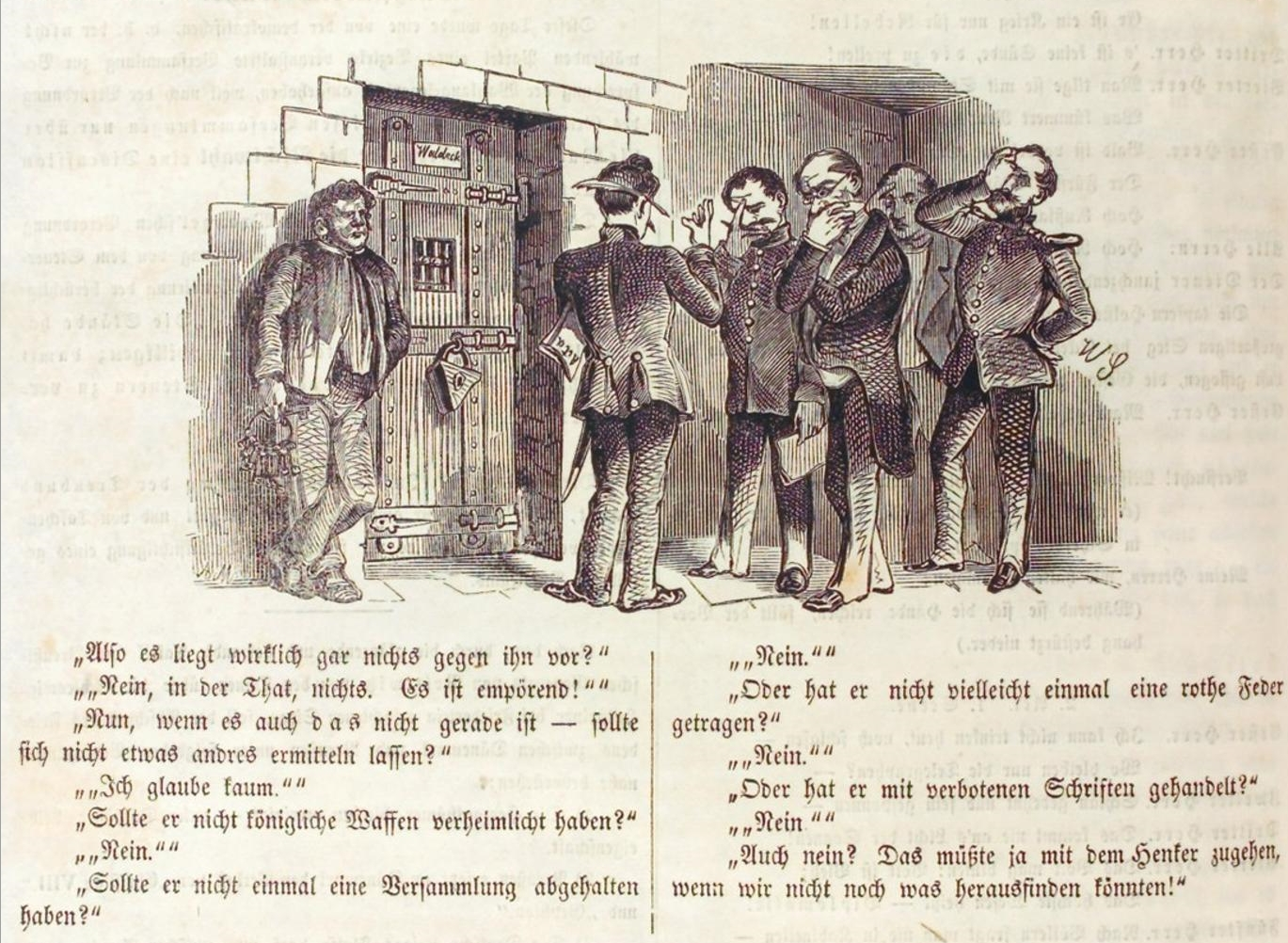
Caricature du journal Kladderadatsch sur l'emprisonnement

La révolution de mars donne de grands espoirs à Waldeck quant à la capacité de réforme de l'État et de la société d'ordre. Il pense même avec d'autres radicaux et démocrates provoquer la démission du gouvernement Auerswald-Hansemann pour le remplacer par un cabinet dirigé par Rodbertus et lui-même. Le roi met fin à ces spéculations en nommant le général Ernst von Pfuel ministre-président du royaume. Ce dernier est favorable à une monarchie constitutionnelle et est globalement modéré. Cette nomination renforce la peur de la contre-révolution chez Waldeck. Il s'élève notamment contre l'ordre donné par le général von Wrangel qui ordonne à l'armée de ne suivre que ses ordres. Il s'oppose également aux atteintes faites à la liberté de réunion et de la presse. Pourtant, alors qu'il est un démocrate les plus populaires du groupe parlementaire, il pèse de tout son poids pour empêcher le déclenchement d'une nouvelle révolution faisant usage de la violence. Waldeck préfère le compromis, comme la grève des ouvriers du canal de Berlin le montre. Il met certes ses convictions de côté pour soutenir la revendication demandant au gouvernement prussien d'intervenir militairement à Vienne contre les forces contre-révolutionnaires menées par le prince Alfred de Windisch-Graetz. Cette revendication cache également une tentative de calmer la rue grâce au jeu parlementaire,.
Waldeck prend beaucoup la parole lors des débats sur la menace de la contre-révolution et les émeutes dans la capitale. Ensuite, quand le roi décide d'en finir avec la révolution en nommant ministre-président le comte de Brandebourg et en voulant réaliser un compromis avec les libéraux mais en excluant les démocrates de la table des négociations, Johann Jacoby, Jodocus Temme, Waldeck et d'autres députés réclament des compensations au titre des compétences de l'assemblée nationale. Les troupes de von Wrangel marchent ensuite sur la ville afin d'y rétablir l'ordre. Waldeck exerce tout d'abord une résistance purement passive. Il refuse certes de faire appel à la milice berlinoise pour faire face aux militaires mais soutient la désobéissance civile et la demande aux soldats de refuser de suivre les ordres contraires à la constitution. Il considère la décision de déménager l'assemblée nationale Brandebourg-sur-la-Havel comme illégale et le comte de Brandebourg comme un traître à la Patrie.
Finalement, le parlement et Waldeck votent pour la désobéissance civile. Quand les soldats entrent dans l'hémicycle pour le disperser, il crie : « Prennez vos baionnette et poignardez-nous! Celui-ci qui quitte cette salle est un traître à la Patrie,! ». Waldeck ne va donc pas siéger à Brandebourg. La constitution octroyée le 5 décembre 1848 reprend de nombreux points de la charte Waldeck. Cette dernière est donc la base du système constitutionnel prussien jusqu'en 1918. Des éléments sont toutefois changés : ainsi le droit de véto absolut du roi remplace cependant celui suspensif, l'état d'urgence permet au roi de suspendre certains droits fondamentaux et le système électoral des trois classes est introduit. Mais Waldeck rejette la constitution avant tout à cause de son octroiement et la considère donc comme illégale.
Il ne se retire cependant pas de la politique et intègre la chambre des représentants de Prusse en 1849. Il s'y oppose d'entrée à l'état d'urgence décrété dans Berlin. Quand le parlement de Francfort débat pour proposer la couronne impériale allemande au roi de Prusse, Waldeck répète sa conviction que c'est la « mission historique » du royaume de réaliser l'unité allemande. Il ajoute néanmoins que cette dernière doit être réalisée associée à la liberté ce qui n'est pas compatible avec le militarisme. Il s'exprime donc au nom des démocrates pour rejeter la proposition. En décalage total avec la contre-révolution qui avance inéluctablement, Waldeck réaffirme son souhait d'avoir un empereur élu par le peuple, respectant ainsi le principe de souveraineté de ce dernier. Le parlement votant à la suite à la majorité contre l'état d'urgence, il est dissous de nouveau le 27 avril 1849.
Cet événement marque la victoire définitive de la contre-révolution en Prusse. En conséquence, Waldeck est emprisonné le 16 mai 1849. Toutefois, les enquêteurs ont des difficultés à prouver que ce dernier a eu un comportement contraire à la loi, le procès n'a donc lieu que six mois plus tard. Finalement, il est accusé de complicité dans un complot visant à commettre un attentat contre le roi. Au tribunal, les témoins et le chef de la police secrète prussienne, Karl Ludwig Friedrich von Hinckeldey, s'emmêlent dans leurs propres contradictions. Les jurés et le juge, de convictions libérales, déclarent Waldeck innocent, il est donc relâché. Il est fêté par une foule à sa libération, considéré comme un martyr de la révolution. Les procès disciplinaires à son encontre sont également interrompus.

## Dans l'opposition dans les années 1860

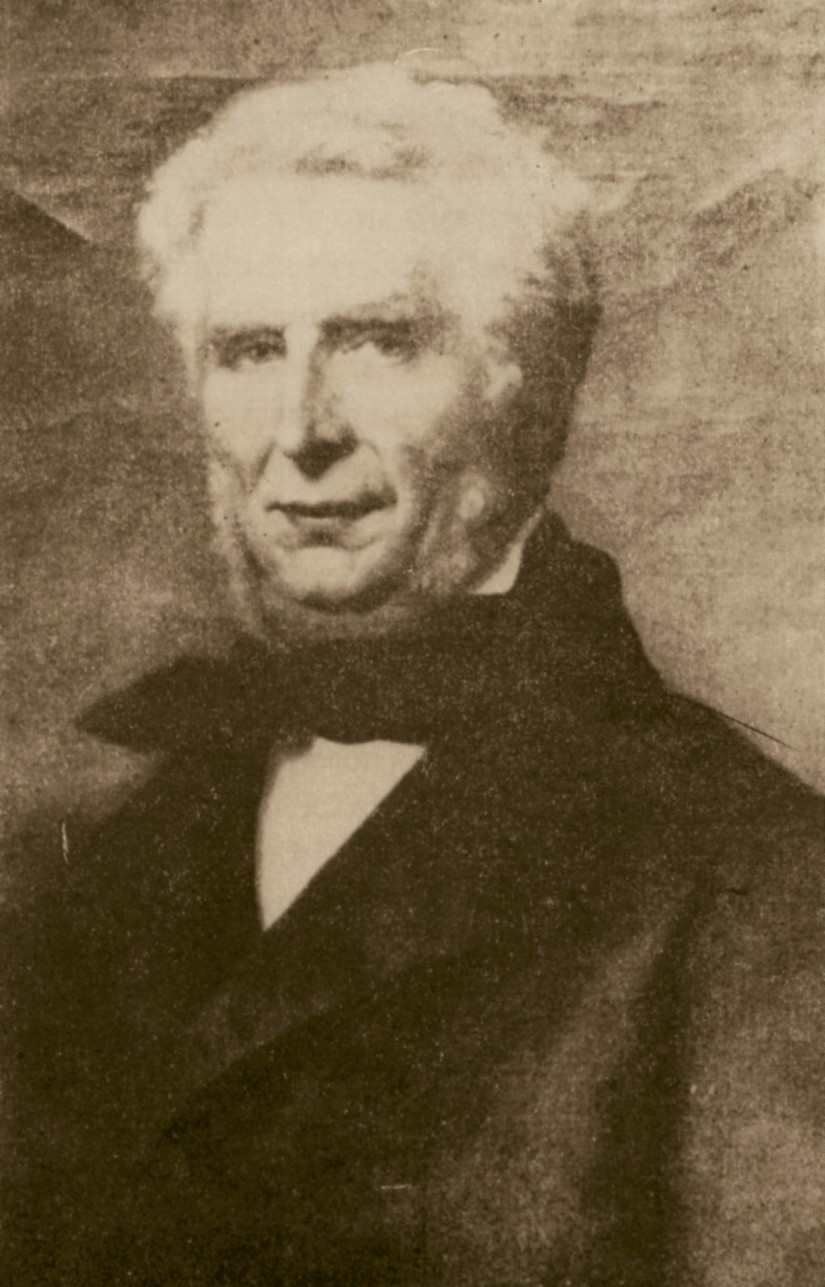
Franz Leo Benedikt Waldeck

Pendant l'ère réactionnaire, qui correspond à la gouvernance de Manteuffel, il est impossible pour la plupart des démocrates prussiens d'avoir une quelconque activité politique. Waldeck est cependant épargné. Il conserve son poste de juge à la cour suprême prussienne. Il se retire de la politique pour profiter de sa famille tout en développant une vie sociale intense et en rédigeant des essais juridiques.

### Parti progressiste
Le début du règne de Guillaume Ier marque la fin de l'ère réactionnaire. L'opposition libérale et démocrate renaît, Waldeck revient en politique. Il ne se présente pas aux élections de 1858, mais est élu en 1861 dans la circonscription de Bielefeld lors d'élection anticipée pour le parlement prussien où il reste jusqu'en 1869. D'autres meneurs de la révolution reviennent aux affaires également. Le conservateur Moritz von Blanckenburg déclare qu'il faut de « nouveau vivre avec Waldeck et ses consorts, ». Waldeck devient un des membres éminents du parti progressiste allemand. Il fait partie de l'aile libérale et favorable à la monarchie constitutionnelle, même s'il se désigne lui-même parfois comme un « démocrate camouflé ».
Il reprend son rôle de réformateur et d'organisateur de l'unification allemande en Prusse qu'il avait déjà en 1848. Le parti voulant regrouper à la fois les libéraux et les démocrates, son programme politique évite certains points sensibles, comme le mode de suffrage à promouvoir. Waldeck et son parti sont défavorables à une politique sociale active menée par l'État à la manière de ce que souhaitent les socialistes et communistes. Cette différence est significative pour la délimitation entre les démocrates bourgeois et la social-démocratie,.

### Opposant à Bismarck

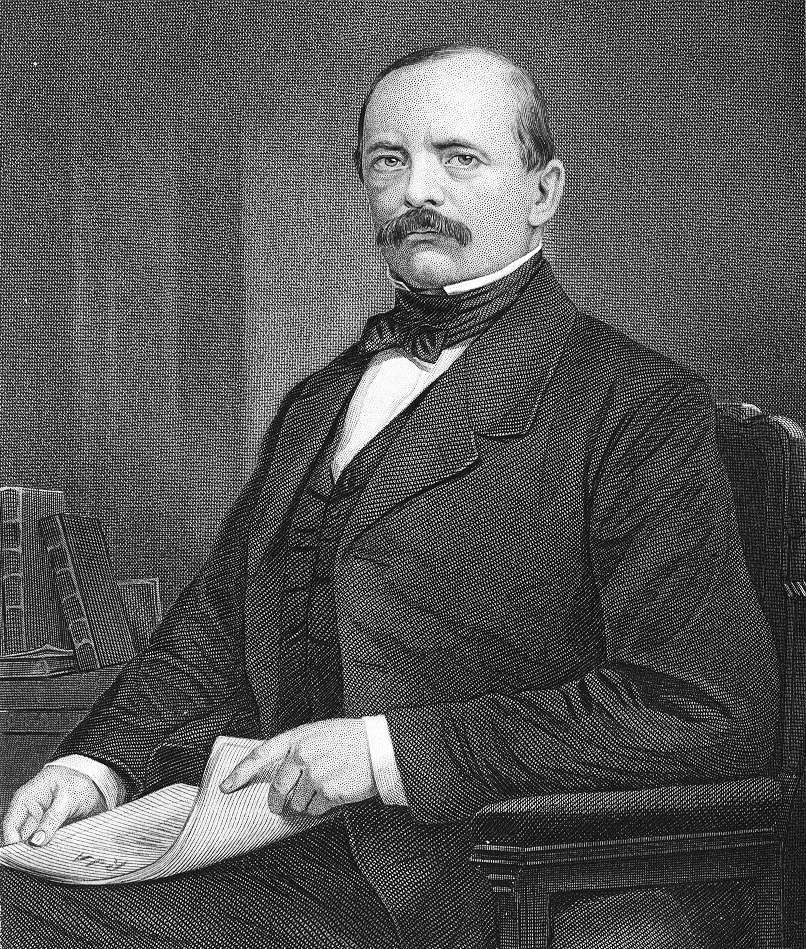
Otto von Bismarck

Waldeck revient en politique avec l'espoir que le parlement puisse imposer des réformes politiques importantes sous le règne du nouveau souverain. La nomination d'Otto von Bismarck en 1862 au poste de ministre-président met fin à ses illusions. Ce dernier a en effet la mission assumée de briser l'opposition libérale et de faire passer la réforme militaire promue par les conservateurs. Les libéraux sont en majorité au parlement et refusent de voter en faveur de ce texte. Bismarck emploie alors la Lückentheorie pour lutter contre le parlement, c'est le début du conflit constitutionnel prussien. Waldeck, en juriste, se met à la tête du parlement pour faire face au plan du chef de gouvernement.
D'après le droit constitutionnel la Lückentheorie est invalide et Waldeck devrait s'imposer. Waldeck refuse donc fermement de reculer devant le gouvernement. La situation devient complètement bloquée. Bismarck gouverne alors sans budget valide et congédie le parlement. La crise se dégonfle quelques années plus tard.
La politique d'unification de Bismarck met à mal le parti progressiste. D'un côté, ce dernier est favorable à une unité menée par la Prusse, d'un autre le procédé mis en œuvre est contesté. Waldeck prend cependant une position claire. Il déclare que la Prusse ne peut rien faire pour l'unité et la liberté de l'Allemagne tant qu'elle ne parvient pas à la liberté au sein de ses frontières. Le parti reste ainsi dans l'opposition pendant la seconde guerre des Duchés et la guerre austro-prussienne.
Les ennemis du parti comme les conservateurs, mais aussi les bourgeois favorables à la solution petite-allemande, reprochent à Waldeck son manque de vision et attitude idéaliste. Après la victoire de la Prusse sur l'Autriche, les élections sont une défaite pour les progressistes et Waldeck. Il perd progressivement de sa popularité et de son influence par la suite. Il ne peut empêcher la division des libéraux. Le parti national-libéral, qui est prêt à faire des concessions au gouvernement dans le domaine des libertés afin de parvenir à l'unité, est formé. Les libéraux d'opposition deviennent alors minoritaires.
Waldeck remporte malgré tout les élections dans la circonscription de Bielefeld pour entrer au premier Reichstag de la Confédération de l'Allemagne du Nord. Comme en 1848, Waldeck s'implique fortement dans les sujets constitutionnels. Il souhaite modifier la proposition de texte de Bismarck pour renforcer le pouvoir législatif au détriment du pouvoir exécutif.
Il dirige sa critique contre l'absence de responsabilité du gouvernement devant le parlement, et les limitations des droits de ce dernier en matière budgétaire. La faible représentation du parti progressiste dans l'assemblée et son manque d'alliés rend cependant ses déclarations sans effet. Il a beau rappeler que les progressistes ne sont pas opposés à l'unité en tant que telle, mais à la manière dont elle est réalisée.

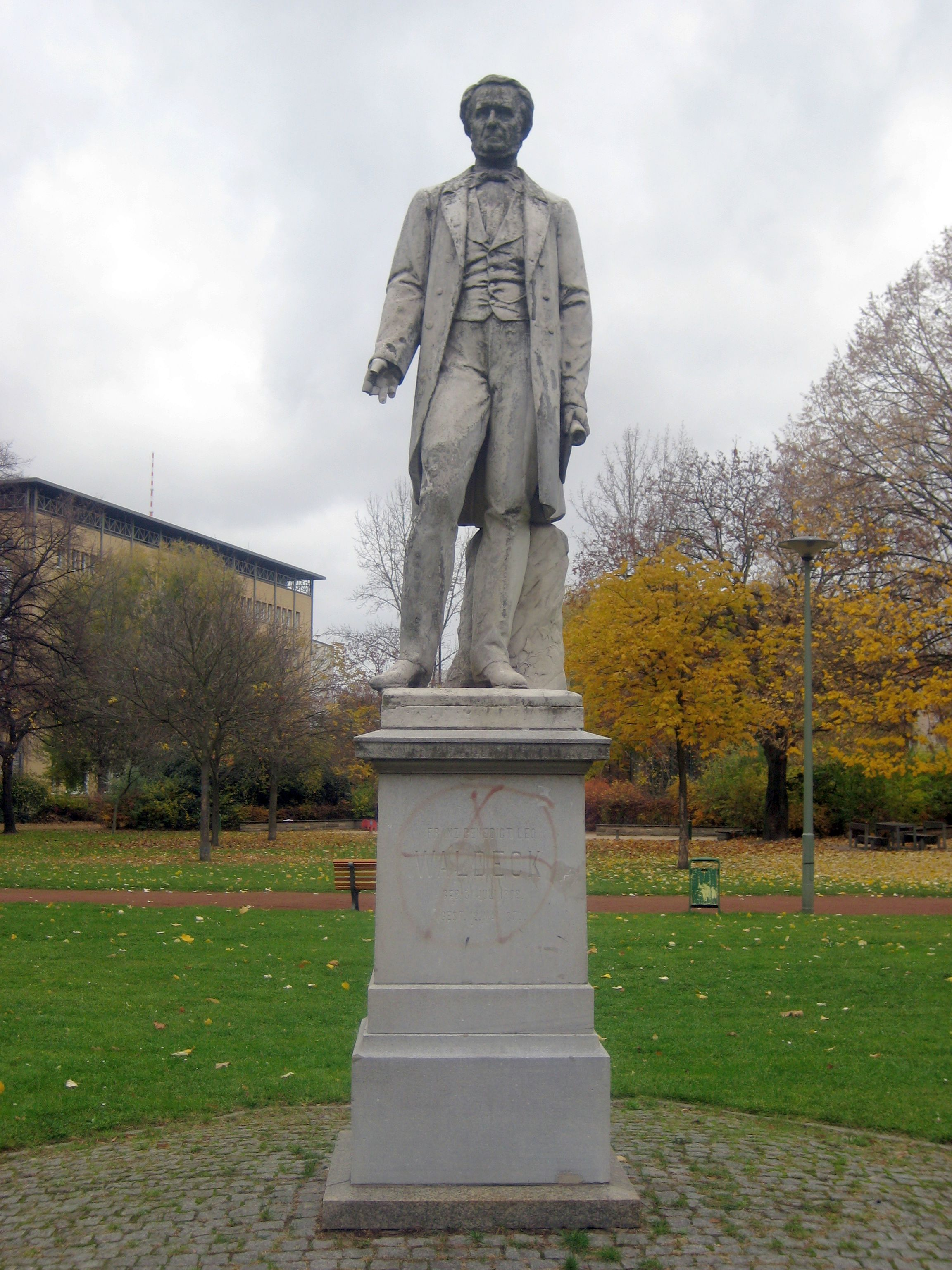
Statue de Waldeck de 1889 dans le Waldeckpark situé dans le quartier du Kreuzberg à Berlin

## Décès et postérité
Waldeck décède le 12 mai 1870 à Berlin d'une maladie d'estomac. Sa popularité restant élevée, environ 10 000 personnes prennent place dans son cortège funèbre. Le Nationalzeitung écrit, certes en exagérant, que : « depuis le 22 mars 1848, jour de la célébration des victimes de mars, on n'a pas vu telle scène. Plus de la moitié de la population de la capitale rend un dernier hommage à un défunt aimé, ».
En 1889, après de longs débats avec l'administration, un parc (de) est nommé de son nom dans le quartier du Kreuzberg à Berlin. Un portrait en marbre de Heinrich Walger y est érigé. Durant la période nazi, entre 1936 et 1937, le parc est transformé en Lobeckpark à cause des origines juives de Waldeck. Le monument est déplacé vers le cimetière Hedwig dans le quartier Reinickendort. Le parc retrouve le nom de Waldeckpark dès 1947, le monument y est remis vers la fin des années 1970,.

## Œuvres (sélection)
- (de) Ueber das bäuerliche Erbfolgegesetz für die Provinz Westphalen, Arnsberg, 1841 (lire en ligne)
- (de) Sämtliche Reden in der Nationalversammlung und vor den Wahlmännern, Berlin, 1849
- (de) Chr. Schlüter (dir.), Briefe und Gedichte von Benedict Waldeck, Paderborn 1883 (lire en ligne)

## Citations
1. ↑  « Assessor »
2. ↑  « Bauernkönig »
3. ↑  « … er stürmte auf die Tribüne […] das Auge blitzte, die ganze Gestalt sein Leben und Bewegung, mit sonorer Stimme in fließenden Vortrage bringt er seine Gründe vor und schließt niemals ohne donnernden Applaus, zu dem häufig auch die Mitglieder der Rechten hingerissen würden. »
4. ↑  « Die Revolution war der gewaffnete [sic!] Protest des Volkes gegen den alten Militär- und Feudalstaat. Diesen Prozess organisch durchzuführen, ist die Sache der Volksvertreter. »
5. ↑  « Eins glaube ich versprechen zu können: diejenigen Gesetze, welche uns das Ministerium nicht vorlegt, werden wir ihm vorlegen […] denn wir alle wollen, dass die Revolution nun Früchte trägt. »
6. ↑  « wir immer noch das Volk sind, welches die Spitze von Deutschland führt und welches die Einheit Deutschlands allein herbeiführen kann »
7. ↑  « Holen Sie ihre Bajonette und stechen Sie uns nieder! Ein Landesverräter, der diesen Saal verlässt »
8. ↑  « wieder mit Waldeck und Konsorten leben »
9. ↑  « verkappten Demokraten »
10. ↑  « Seit dem 22. März 1848, dem Tag der Bestattung der Märzopfer, hatte die Stadt ein solches Schauspiel nicht mehr gesehen. Weit über die Hälfte der Bevölkerung der Hauptstadt wetteiferten darin, einen geliebten Toten die letzte Ehre zu erweisen. »